# Trichosetodes angustipennis
Trichosetodes angustipennis is een schietmot uit de
familie Leptoceridae. De soort komt voor in het Oriëntaals gebied.